# TaxSlayer Bowl 2016 (décembre)
Ne doit pas être confondu avec TaxSlayer Bowl 2016 (janvier), joué dans le cadre de la saison universitaire 2015.
Match précédent Match suivant
Le Gator Bowl de décembre 2016 est un match de football américain de niveau universitaire  joué après la saison régulière de 2016, le 31 décembre 2016 au EverBank Field à Jacksonville, en Floride.
Il s'agit de la 72e édition du Gator Bowl.
Le match a mis en présence les équipes des Yellow Jackets de Georgia Tech issue de l'Atlantic Coast Conference et des Wildcats du Kentucky issue de la Southeastern Conference.
Il a débuté à ? (heure locale) et a été retransmis en télévision sur ESPN.
Sponsorisé par la société TaxSlayer, le match est officiellement dénommé le TaxSlayer Bowl.
Georgia Tech gagne le match sur le score de 33 à 18.

## Présentation du match
| Équipes                                                                                                | Conférences | Entraîneurs  | Stats. saison rég. | Classements avant le bowl CFP - AP - Coaches |
| --- | ----------- | ------------ | ------------------ | -------------------------------------------- |
| Yellow Jackets de Georgia Tech                                                                         | ACC         | Paul Johnson | 8-4                | NC                                           |
| Wildcats du Kentucky                                                                                   | SEC         | Mark Stoops  | 7-5                | NC                                           |
| Arbitre : Reggie Smith (Big 12) Équipe donnée favorite par les bookmakers : Georgia Tech à 4 contre 1. |             |              |                    |                                              |

Il s'agit de la 20e rencontre entre ces deux équipes :
| Nombre de rencontre | Victoires Georgia Tech | Victoires Kentucky | Nuls | Date dernier match | Résultat            |
| ------------------- | ---------------------- | ------------------ | ---- | ------------------ | ------------------- |
| 20                  | 11                     | 7                  | 1    | 1960               | Georgia Tech, 23–13 |

### Yellow Jackets de Georgia Tech
Avec un bilan global en saison régulière de 8 victoires et 4 défaites, GT est éligible et accepte l'invitation pour participer au TaxSlayer Bowl de décembre 2016.
Ils terminent 5e de la Coastal Division de l'ACC derrière #18 Virginia Tech, 
North Carolina, Miami et #22 Pittsburgh, avec un bilan en division de 4 victoires et 4 défaites.
À l'issue de la saison régulière 2016 (bowl non compris), ils n'apparaissent pas dans les classements CFP , AP et Coaches.
Il s'agit de leur 8e participation au TaxSlayer Bowl.
| Années           | Adversaires     | Scores | Victoires - Défaites |
| ---------------- | --------------- | ------ | -------------------- |
| 29 décembre 1956 | Pittsburgh      | 21-14  | V : 1-0              |
| 2 janvier 1960   | Arkansas        | 14-7   | P : 1-1              |
| 30 décembre 1961 | Penn State      | 30-15  | P : 1-2              |
| 31 décembre 1965 | Texas Tech      | 31-21  | G : 2-2              |
| 1er janvier 1999 | Notre Dame      | 35-28  | G : 3-2              |
| 1er janvier 2000 | Miami (Floride) | 28-13  | P : 3-3              |
| 1er janvier 2007 | West Virginia   | 38-35  | P : 3-4              |

### Wildcats du Kentucky
Avec un bilan global en saison régulière de 7 victoires et 5 défaites, Kentuck est éligible et accepte l'invitation pour participer au TaxSlayer Bowl de décembre 2016.
Ils terminent 4e de la East Division de la SEC derrière #20 Florida, Tennessee et Georgia, avec un bilan en division de 4 victoires et 4 défaites.
À  l'issue de la saison 2016, ils n'apparaissent pas dans les classements CFP , AP et Coaches.
Il s'agit de leur 1er apparition au TaxSlayer Bowl.

## Résumé du match
| QT          | Temps       | Drive       | Drive       | Drive       | Équipe      | Description de l'action | Score | Score |
| QT          | Temps       | Jeux        | Yards       | TDP         | Équipe      | Description de l'action | GT    | KEN   |
| ----------- | ----------- | ----------- | ----------- | ----------- | ----------- | --- | ----- | ----- |
| 1           | 13:24       | 4           | 13          | 01:50       | GT          | TDà la suite d'un fumble (consécutif à un sack sur QB S. Johnson) récupéré par LB P. J Davis lequel effectue une course de 38 yards + 1 point de conversion par K Harrison Butker | 7     | 0     |
| 1           | 03:30       | 12          | 75          | 06:23       | GT          | FG de 23 yards par K Harrison Butker | 10    | 0     |
| 2           | 11:36       | 14          | 56          | .6:54       | KEN         | FG de 23 yards par K Austin MacGinnis | 10    | 3     |
| 2           | 00:49       | 11          | 94          | 04:49       | GT          | TD à la suite d'une course de 21 yards par QB Justin Thomas + 1 point de conversion par K Harrison Butker                                                                         | 17    | 3     |
| 2           | 00:00       | 5           | 10          | 00:24       | GT          | FG de 52 yards par K Harrison Butker | 20    | 3     |
| 3           | 02:15       | 8           | 18          | 03:37       | GT          | FG de 44 yards par K Harrison Butker | 23    | 3     |
| 4           | 13:40       | 12          | 75          | 03:35       | KEN         | TD de 20 yards par WR Dorian Baker à la suite d'une réception de passe de QB Stephen Johnson + 1 point de conversion par K Austin MacGinnis                                       | 23    | 10    |
| 4           | 06:13       | 12          | 58          | 07:27       | GT          | FG de 26 yards par K Harrison Butker | 26    | 10    |
| 4           | 03:57       | 9           | 75          | 02:16       | KEN         | TD à la suite d'une course de 21 yards par QB Stephen Johnson + 2 points de conversion à la suite d'une réception de passe par TE C.J. Conrad de QB Stephen Johnson               | 26    | 18    |
| 4           | 02:18       | 6           | 58          | 01:39       | GT          | TD à la suite d'une course de 3 yards de RB Dedrick Mills | 38    | 18    |
| Score final | Score final | Score final | Score final | Score final | Score final | Score final | 38    | 18    |

## Statistiques[1]
| Statistiques par Équipes               | Statistiques par Équipes | Statistiques par Équipes |
| Statistiques                           | GT                       | KEN                      |
| -------------------------------------- | ------------------------ | ------------------------ |
| 1er downs                              | 21                       | 20                       |
| Conversion de 3e Down                  | 5/13                     | 6/16                     |
| Conversion de 4e Down                  | 2/2                      | 2/4                      |
| Jeux–yards                             | 65 jeux/371 yards        | 70 jeux/324 yards        |
| Yards à la course                      | 266                      | 149                      |
| Yards à la passe                       | 105                      | 175                      |
| Passes : Réussies-Tentées-Interceptées | 6/14, 0 int.             | 19/34, 0 int.            |
| Réussite en zone rouge/chances         | 3/3                      | 2/3                      |
| TD                                     | 3                        | 2                        |
| Field Goals                            | 4/4                      | 1/1                      |
| Sacks (Nombre-Yards gagnés)            | 2/13                     | 0/0                      |
| Fumbles (Nombre/Perdus)                | 2/0                      | 1/0                      |
| Pénalités (Nombre/Yards perdus)        | 8/74                     | 6/61                     |
| Temps de possession                    | 32:22                    | 27:38                    |

| Meilleurs Joueurs (MVPs) | Meilleurs Joueurs (MVPs) | Meilleurs Joueurs (MVPs) |
| Nom                      | Équipe                   | Poste                    |
| ------------------------ | ------------------------ | ------------------------ |
| Dedrick Mills            | Georgia Tech             | RB                       |
| Stephen Johnson II       | Kentucky                 | QB                       |

| Statistiques Individuelles | Statistiques Individuelles | Statistiques Individuelles                                    |
| -------------------------- | -------------------------- | ------------------------------------------------------------- |
| Quaterbacks                |                            |                                                               |
| GT                         | Justin Thomas              | 6/14 passes réussies, 0 int., 105 yards, 0 TD, 0 sack subi    |
| KEN                        | Stephen Johnson            | 19/34 passes réussies, 0 int., 175 yards, 1 TD, 2 sacks subis |
| Meilleurs Coureurs         |                            |                                                               |
| GT                         | Dedrick Mills              | 31 courses pour 169 yards et 1 TD                             |
| KEN                        | Stephen Johnson            | 14 courses pour 49 et 1 TD                                    |
| Meilleurs Receveurs        |                            |                                                               |
| GT                         | Ricky Jeune                | 3 réceptions pour 59 yards, 0 TD                              |
| KEN                        | Jeff Badet                 | 3 réceptions pour 31 yards, 0 TD                              |
| Meilleurs Tackleurs        |                            |                                                               |
| GT                         | A.J. Gray                  | 7 tacles solo et 1 assiste                                    |
| KEN                        | Jordan Jones               | 4 tacles solo et 5 assistes                                   |